# Новенький (фильм)
«Новенький» (англ. The New Boy) — художественный фильм режиссёра Уорика Торнтона совместного производства Австралии и США, главные роли в котором сыграли Асван Рейд, Дебора Мэйлман и Кейт Бланшетт. Премьера фильма состоялась в мае 2023 года на 76-м Каннском кинофестивале, в рамках программы «Особый взгляд». 6 июля 2023 года картина выйдет в австралийский прокат.

## Сюжет
Действие фильма происходит в Австралии в 1940-х годах. 9-летний мальчик-абориген оказывается в женском монастыре.

## В ролях
- Асван Рейд
- Дебора Мэйлман
- Кейт Бланшетт

## Релиз и восприятие
Премьера фильма состоялась в мае 2023 года на 76-м Каннском кинофестивале, в рамках программы «Особый взгляд». 6 июля 2023 года картина выйдет в австралийский прокат.